# إيسبان تي في
إيسبان تي في (بالإسبانية: HispanTV) و هي قناة تلفزيونية تُبَث باللغة الإسبانية، تابعة لشركة الإذاعة العامة الإيرانية، بدأت بثها الأول في كانون الأول عام 2011.
و هي أول قناة إسبانية اللغة في الشرق الأوسط.
سيتم توزيع القناة في فنزويلا، و إسبانيا، و الأرجنتين، و كوبا، و العديد من دول العالم، وقصد بها تعزيز العلاقات بين إيران ودول أمريكا اللاتينية كفنزويلا، وبوليفيا و شيلي والإكوادور و البيرو، وكولومبيا و المكسيك، ولتعكس ما تراه الحكومة الإيرانية كتضليل إعلامي في القنوات الغربية، وهي مشابهة للقناتي "بريس تي في"، قناة الأخبار الإنجليزية، "العالم"، قناة الأخبار العربية وهي قناة تلفزيونية تابعة للإيران، والتي تبث أخبار عن العالم والشرق الأوسط.

## الأهداف
الهدف الرئيسي للقناة هو تزويد تغطية كاملة عن الوسائط للشعوب إسبانية اللغة في أمريكا اللاتينية وسكان أمريكا اللاتينية من أصل إيراني، والسكان المتحديثين بالإسبانية في إيران، موفرة فرصاً أكبر لتبادل الثقافات عبر البث التلفزيوني وعبر الإنترنت.
أهداف أخرى :
- لإنتاج مواد مرئية توفر تبادل الثقافات في إيران والشرق الأوسط، وأمريكا اللاتينية للمشاهدين.
- لتعكس واقع الدول المتحدثة بالإسبانية ضمن بناء اجتماعي ممثل في صيغتها الأساسية.
- لتترجم الوقائع اليومية عبر الإنترنت والتلفاز.
- لتطوير، وتزويد، ودعم أجهزة البث، معطيةً نتائج جيدة.
- لبث برامج معلوماتية تتضمن الرسم، والثقافة، والاقتصاد، والتعليم، والتسلية، والغذاء، والصحة، والسياسات، والعلوم، والمشاكل الأجتماعية، والرياضة، والتكنولوجيا، والمجالات الأخرى.
- لجعل إيسبان تي في إلى جسر الصداقة والفهم بين شعوب إيران والشرق الأوسط وأمريكا اللاتينية والذي سيسمح بتطوير علاقات الصداقة والأخوة و التضامن والمساواة.

## وصلات خارجية
- إيسبان تي في
- إيسبان تي في على اليوتيوب
- إيسبان تي في على الفيسبوك  على فيسبوك.